# Gare de Ménil-Flin
Gare de Ménil-Flin – przystanek kolejowy w miejscowości Flin, w departamencie Meurthe i Mozela, w regionie Grand Est, we Francji. Jest zarządzany przez SNCF i obsługiwany przez pociągi TER Lorraine.

## Położenie
Znajduje się na linii Lunéville – Saint-Dié, na km 403,719 między stacjami Chenevières i Azerailles, na wysokości 259 m n.p.m.

## Historia
Stację otwarto 17 maja 1864 przez Compagnie des chemins de fer de l’Est, kiedy otwarto odcinek linii między Lunéville a Raon-l'Étape - Laneuveville.

## Linie kolejowe
- Lunéville – Saint-Dié